# All I Got
All I Got – pierwszy album studyjny niemieckiego DJ-a i producenta – Tomcrafta. Wydany w Niemczech 20 listopada 2001 roku przez wytwórnię Kosmo Records.

## Lista utworów
1. „Mind” – 6:05
2. „Flashback” – 3:46
3. „25.17” – 4:15
4. „Prosac” – 5:26[1]
5. „Silence” – 3:59[1]
6. „Great Stuff” – 5:50
7. „Viva” – 6:19
8. „Bipap-Song” – 6:45
9. „Powerplant” – 5:39
10. „Versus” – 3:45[2]
11. „The Mission” – 4:04
12. „The Circle” – 4:08
13. „All I Got” – 6:17